# خانه حسین شعبانی
خانه حسین شعبانی در شهرستان فومن، شهرک تاریخی ماسوله واقع شده و این اثر در تاریخ ۲۵ اسفند ۱۳۸۰ با شمارهٔ ثبت ۵۳۹۰ به‌عنوان یکی از آثار ملی ایران به ثبت رسیده است.